# Kjós
Kjós (is. Kjósarhreppur) è un comune islandese della regione di Höfuðborgarsvæðið.